# Scleria fulvipilosa
Scleria fulvipilosa är en halvgräsart som beskrevs av E.A.Rob. Scleria fulvipilosa ingår i släktet Scleria och familjen halvgräs. Inga underarter finns listade i Catalogue of Life.